# Julian Valarino
Julian Valarino, né le 23 juin 2000 à Gibraltar, est un footballeur international gibraltarien. Il évolue au poste de milieu de terrain avec le club des Lincoln Red Imps.

## Biographie

### En sélection
Valarino joue son premier match international avec Gibraltar contre la Norvège, lors d'une défaite trois buts à zéro lors des éliminatoires de la coupe du monde 2022, le 24 mars 2021,.